# Caloptilia oenopella
Caloptilia oenopella là một loài bướm đêm thuộc họ Gracillariidae. Nó được tìm thấy ở New South Wales và Queensland.
Ấu trùng ăn Litsea leefeana và Tetranthera ferruginea. Chúng có thể ăn lá nơi chúng làm tổ.